# Spoorlijn Grafenberg - Zoologischer Garten
De spoorlijn Grafenberg - Zoologischer Garten was een Duitse spoorlijn en was als spoorlijn 22 onder beheer van DB Netze.

## Geschiedenis
Het traject werd door de Bergisch-Märkische Eisenbahn-Gesellschaft geopend op 28 augustus 1879 als aansluiting van de industrie- en kunsttentoonstelling die werd gehouden in het park van de dierentuin. Na afloop van de tentoonstelling is de lijn in 1881 gesloten en vervolgens opgebroken.

## Aansluitingen
In de volgende plaats was er een aansluiting op de volgende spoorlijnen:
Grafenberg
DB 12, spoorlijn tussen Düsseldorf-Grafenberg en Düsseldorf-Gerresheim
DB 13, spoorlijn tussen Düsseldorf-Rath en Düsseldorf-Lierenfeld
DB 2400, spoorlijn tussen Düsseldorf en Hagen
DB 2422, spoorlijn tussen de aansluiting Dora en Düsseldorf-Grafenberg